# Heinz Bartsch
Heinz Bartsch (* 14. April 1939 in Rathenow) ist ein deutscher Arbeitswissenschaftler und Ingenieur.

## Leben
Heinz Bartsch ist der Sohn des Heinrich Jung und dessen Frau, Katharina Sophie Prims, einer geborenen Bartsch. Ab 1946 besuchte er eine Grundschule in Frankfurt an der Oder und hielt sich in Kinderheimen für Vollwaisen auf. Teils erzogen ihn Pflegeeltern. 1954 begann er eine Lehre beim Stahl- und Walzwerk Brandenburg zum Walzwerker. Die Lehre beendete er nach drei Jahren und absolvierte seinen Wehrdienst und war außerdem Leistungssportler bei den Armeesportclubs Leipzig und Berlin. 1959 und 1960 wirkte er als Walzwerker.
In den nächsten Jahren absolvierte Bartsch mehrere Fernstudien. Im Zeitraum von 1960 bis 1964 fungierte er außerdem als Lehrmeister für das Walzwerk und nahm an einem Fernstudium der Fachhochschule Riesa teil, das er 1964 beendete und Diplom-Ingenieur wurde. Noch in diesem Jahr begann er ein zweijähriges Fernstudium an der Pädagogischen Hochschule Güstrow und wurde Berufsschullehrer. Dieses Fernstudium schloss er 1966 ab und bestand sein Pädagogisches Staatsexamen. Ein weiteres Fernstudium fing er im Folgejahr an der Technischen Hochschule Magdeburg an. Dieses beendete er 1973 und wurde seitens der Universität Diplom-Ingenieur.
Im Jahr 1972 wurde Bartsch Dozent an der Fachhochschule Hennigsdorf. Dies beendete er 1974 und ging als wissenschaftlicher Oberassistent für Betriebswirtschaft an die Universität Rostock. Während dieser Zeit ernannte ihn die Ingenieurshochschule Wismar im Jahr 1979 zum Doktor der Ingenieurwissenschaften. Seine Dissertation lautet Zur Gestaltung technischer Dokumentationen – am Beispiel ausgewählter Bereiche des Maschinenbaus. 1981 erhielt er von der Universität die Lehrbefähigung für Arbeitswissenschaft.
Auch nach seiner Habilitation an der Universität Rostock für Arbeitswissenschaften/Arbeitsökonomie im Jahr 1984, zu der er eine Arbeit namens Zur Funktion und Struktur materieller Arbeitsbedingungen und ihrer Wirkungen auf die rationelle Nutzung des Arbeitsvermögens – untersucht am Beispiel ausgewählter Bereiche der Produktionsdurchführung im Schiffbau der DDR verfasste, wirkte Bartsch noch nicht als Professor. 1987 ernannte ihn die Universität zum Dozent für Arbeitswissenschaften, 1991 wurde seine Promotion B zur Habilitation umgeändert. Von 1992 an dozierte er das bisherige Recht in der Arbeitswissenschaft.
Im Jahr 1994 ernannte die Brandenburgische Technische Universität Cottbus zum Professor der Arbeitswissenschaft sowie zum Direktor ihres Institutes für Arbeits- und Sozialwissenschaften. Ab 1996 wohnte er mehreren Fakultätsräten bei und hatte weitere Ämter in der Universitätsselbstverwaltung inne. Zum Ehrendoktor ernannte ihn die Slowakische Technische Universität Bratislava 1998. Zwei Jahre später fungierte er als Beauftragter der Landesregierung des Landes Brandenburg für die Expo 2000 in Hannover, bei der er auch die Goldmedaille erhielt.
2004 trat Bartsch in den Ruhestand. Drei Jahre später erhielt er die Ehrenmedaille der Technischen Universität Bratislava, da diese ihr 70. Jubiläum feierte. 2009 händigte ihm die University of Technology Teheran ihre Ehrenurkunde aus.